# جئیرلی (گوی‌چای)
جئیرلی (به لاتین: Cəyirli) یک منطقه مسکونی در جمهوری آذربایجان است که در شهرستان گوی‌چای واقع شده است. جئیرلی ۱۸۴۴ نفر جمعیت دارد.